# Alex Torres
Alex Torres é um guitarrista norte-americano nascido em 15 de setembro de 1987 na cidade Casa Grande em Arizona. É conhecido principalmente por seu trabalho nas bandas de metalcore Eyes Set To Kill, Greeley Estates e Alesana e sendo o atual guitarrista da banda The Dead Rabbitts.

## Carreira

### Praisin' Bran (2003–2005)
Ainda no ensino médio, Alex era o guitarrista principal de uma banda para jovens na Igreja Cristâ de Casa Grande, sua cidade natal, chamada Praisin' Bran (embora muitas pessoas não entendessem o nome, chamando-os de Praising Band). A banda tocava normalmente em noites de quarta-feira no "CCCG Youth Hall", mas também se apresentaram em vários locais e eventos pela cidade. De todos os outros músicos da banda, Torres foi o único que decidira tocar música em um nível profissional.

### Eyes Set to Kill (2006–2007)
Alex foi um dos primeiros três membros não-originais a se juntarem na banda Eyes Set To Kill, quando, de início, o grupo era composto de apenas três. Com este grupo, ele gravou o primeiro EP, "When Silence Is Broken, The Night Is Torn", e logo em seguida deixou a banda.

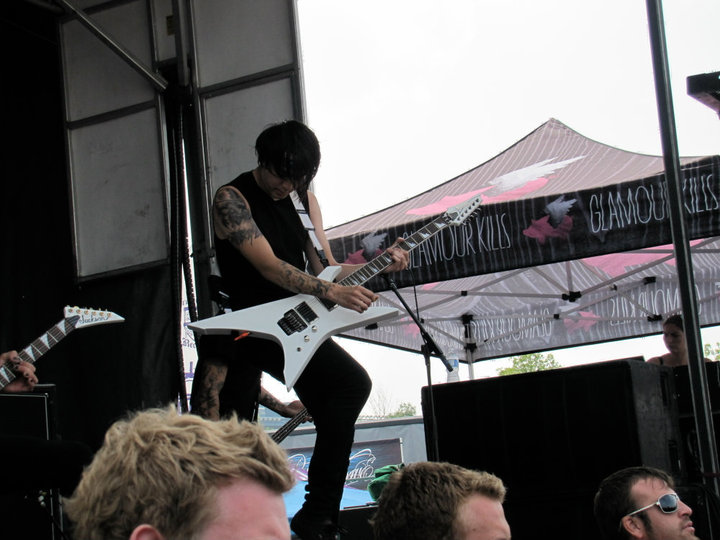
Torres tocando na Warped Tour 2010 como membro da Alesana.

### Greeley Estates (2007–2010)
Após sair do Eyes Set to Kill, Torres se juntou à banda Greeley Estates em abril de 2007. Ele participou da gravação de dois álbuns, um intitulado de "Go West Young Man, Let the Evil Go East" e o outro "No Rain, No Rainbow". Um tempo depois do lançamento deste último, o grupo planejava uma turnê no Japão, e pouco antes deste evento acontecer, foi anunciado que Alex decidiu mais uma vez sair da banda, desta vez tinha o motivo de "focar em outros aspectos musicais". O baixista David Ludlow trocou de instrumentos e substituiu Torres, e Micah Kinard, vocalista da banda "Oh, Sleeper" assumiu o baixo.

### Alesana (2010 - 2012)
Quase imediatamente ao sair da Greeley Estates, Torres foi convidado à se juntar a banda de post-hardcore Alesana para substituir o ex-guitarrista Jake Campbell. Na Alesana, Alex tocou em toda a Warped Tour de 2010 e participou da gravação e composição do quarto álbum da banda, "A Place Where The Sun Is Silent, lançado em outubro de 2011. Alex Torres deixou a banda por motivos pessoais.

### Dead Rabbitts (2012 - atualmente)
Mais recentemente Torres se juntou ao projeto paralelo do vocalista do Escape the Fate Craig Mabbitt, The Dead Rabbitts substituindo Kevin "Thrasher" Gruft.

## Discografia

### Eyes Set to Kill
- When Silence Is Broken, The Night Is Torn (2006)

### Greeley Estates
- Go West Young Man, Let the Evil Go East (Science Records, 2008)
- No Rain, No Rainbow (Tragic Hero Records, 2010)

### Alesana
- A Place Where The Sun Is Silent (Epitaph Records, 2011)